# Neuves-Maisons
Ne doit pas être confondu avec Neufmaisons.
Pour l’article ayant un titre homophone, voir Neuve-Maison.
Neuves-Maisons est une commune française située dans le département de Meurthe-et-Moselle, en région Grand Est. Elle est connue pour sa mine de fer, qui en fit un bastion de la sidérurgie française jusqu'à la fin des années 1960.
Ses habitants s'appellent les Néodomiens.

## Géographie

### Localisation

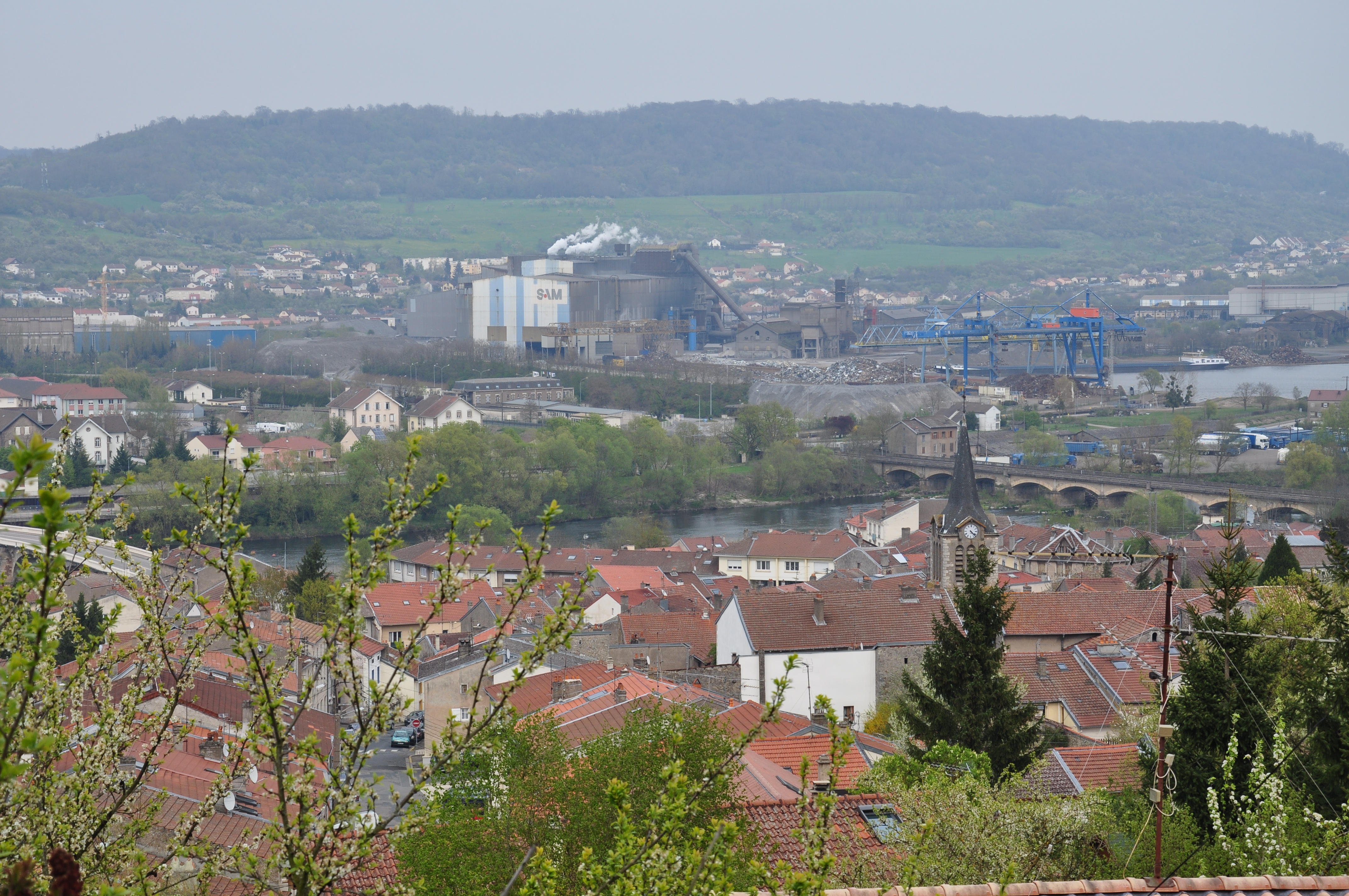
L'usine sidérurgique vue depuis Pont-Saint-Vincent.

Commune située à 10 km au sud de Nancy. La commune s'étend en bord de Moselle, et monte sur la colline des coteaux de Moselle, sur la rive droite. La commune a subi plusieurs modifications, en partie liées à l'exploitation de la mine et de l'usine, qui ont peu à peu agrandi le territoire de la commune.
Situé sur l'axe Nancy Neufchâteau, et Toul Flavigny, le cœur de la ville se situe au croisement de ces deux voies historiques appelé « point central ».
La ville pré-industrielle s'étend en croix autour de point central, ce qui s'appelle désormais le centre-ville. Une maquette de cette ville est exposée à l'intérieur de l'église communale. La ville industrielle s'est elle établie selon deux axes : le long de l'usine (avec une ligne de cités 1900, les cités de Messein, absolument conservée et remarquable.) et le long de la colline, en remontant vers la mine. Cet aspect donne à la ville un plan, fruit de l'histoire, qui la sépare en plusieurs quartiers reconnus (la Plaine, cité de Messein, Val de Fer, Hauts de Pesse...).
Outre le centre ville, des espaces communs en extérieur comme en intérieur (centre culturel Jean-L'Hôte, maison de la Vie Associative, salle polyvalente...) sont accessibles. Deux lieux symboliques de la ville en plein air sont ouverts : les étangs du bord de Moselle, le carreau de la mine du Val de Fer.
La ville possède environ quatre-vingts hectares de bois, dispersés sur les collines, et hors limite cadastrale dans la forêt de Haye.

### Communes limitrophes
| Chaligny           |                | Chavigny |
|                    | Neuves-Maisons | Messein  |
| Pont-Saint-Vincent | Méréville      |          |

### Hydrographie
La commune est dans le bassin versant du Rhin au sein du bassin Rhin-Meuse. Elle est drainée par la Moselle et le canal de l'Est (Branche Sud),.
La Moselle, d'une longueur totale de 560 kilomètres dont 314 kilomètres en France, prend sa source dans le massif des Vosges au col de Bussang et se jette dans le Rhin à Coblence en Allemagne. Les caractéristiques hydrologiques de la Moselle sont données par la station hydrologique située sur la commune de Pont-Saint-Vincent. Le débit moyen mensuel est de 53,6 m3/s. Le débit moyen journalier maximum est de 1 060 m3/s, atteint lors de la crue du 4 octobre 2006. Le débit instantané maximal est quant à lui de 1 250 m3/s, atteint le même jour.
Le canal de l'Est (branche Sud) est un canal, chenal navigable de 73 km qui relie la commune de Chaumouseyà celle de Pont-Saint-Vincent où il se jette dans la Moselle.

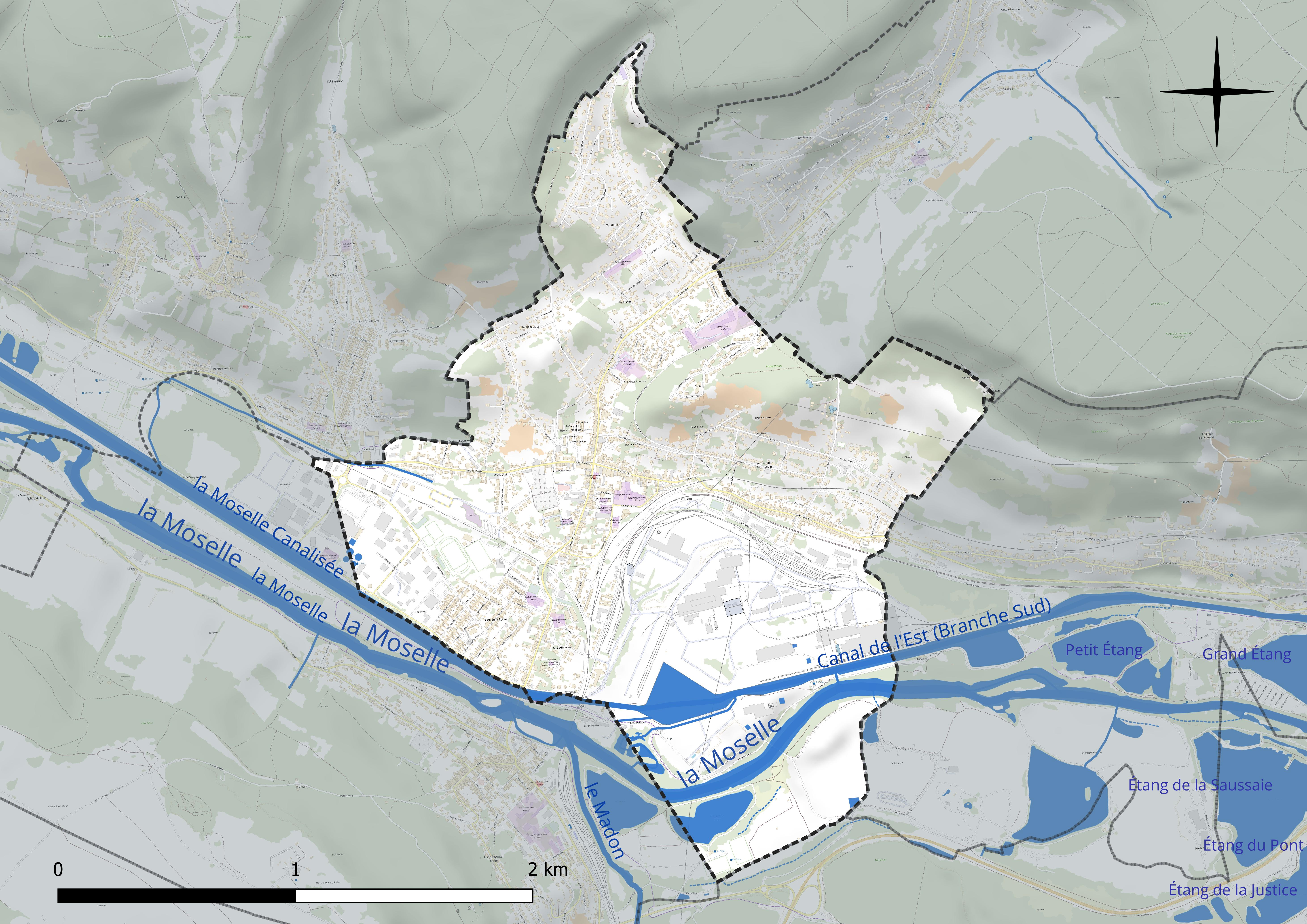
Réseau hydrographique de Neuves-Maisons.

Un plan d'eau complète le réseau hydrographique : l'étang de la Morte, d'une superficie totale de 4,1 ha (3,7 ha sur la commune),.

### Climat
Pour des articles plus généraux, voir Climat du Grand Est et Climat de Meurthe-et-Moselle.
En 2010, le climat de la commune est de type climat des marges montargnardes, selon une étude du Centre national de la recherche scientifique s'appuyant sur une série de données couvrant la période 1971-2000. En 2020, Météo-France publie une typologie des climats de la France métropolitaine dans laquelle la commune est exposée à un climat semi-continental et est dans la région climatique Lorraine, plateau de Langres, Morvan, caractérisée par un hiver rude (1,5 °C), des vents modérés et des brouillards fréquents en automne et hiver.
Pour la période 1971-2000, la température annuelle moyenne est de 9,9 °C, avec une amplitude thermique annuelle de 16,8 °C. Le cumul annuel moyen de précipitations est de 843 mm, avec 12,4 jours de précipitations en janvier et 9,6 jours en juillet. Pour la période 1991-2020, la température moyenne annuelle observée sur la station météorologique de Météo-France la plus proche, « Nancy-Essey », sur la commune de Tomblaine à 11 km à vol d'oiseau, est de 11,0 °C et le cumul annuel moyen de précipitations est de 746,3 mm. 
La température maximale relevée sur cette station est de 40,1 °C, atteinte le 24 juillet 2019 ; la température minimale est de −24,8 °C, atteinte le 21 février 1956,,.
Les paramètres climatiques de la commune ont été estimés pour le milieu du siècle (2041-2070) selon différents scénarios d'émission de gaz à effet de serre à partir des nouvelles projections climatiques de référence DRIAS-2020. Ils sont consultables sur un site dédié publié par Météo-France en novembre 2022.

## Urbanisme

### Typologie
Au 1er janvier 2024, Neuves-Maisons est catégorisée centre urbain intermédiaire, selon la nouvelle grille communale de densité à sept niveaux définie par l'Insee en 2022.
Elle appartient à l'unité urbaine de Neuves-Maisons, une agglomération intra-départementale regroupant sept  communes, dont elle est ville-centre,,. Par ailleurs la commune fait partie de l'aire d'attraction de Nancy, dont elle est une commune de la couronne,. Cette aire, qui regroupe 353 communes, est catégorisée dans les aires de 200 000 à moins de 700 000 habitants,.

### Occupation des sols
L'occupation des sols de la commune, telle qu'elle ressort de la base de données européenne d’occupation biophysique des sols Corine Land Cover (CLC), est marquée par l'importance des territoires artificialisés (73 % en 2018), en augmentation par rapport à 1990 (71,6 %). La répartition détaillée en 2018 est la suivante : zones urbanisées (42,8 %), zones industrielles ou commerciales et réseaux de communication (30,2 %), cultures permanentes (10,4 %), zones agricoles hétérogènes (7,6 %), zones humides intérieures (5,1 %), eaux continentales (2,1 %), forêts (1,8 %). L'évolution de l’occupation des sols de la commune et de ses infrastructures peut être observée sur les différentes représentations cartographiques du territoire : la carte de Cassini (XVIIIe siècle), la carte d'état-major (1820-1866) et les cartes ou photos aériennes de l'IGN pour la période actuelle (1950 à aujourd'hui).

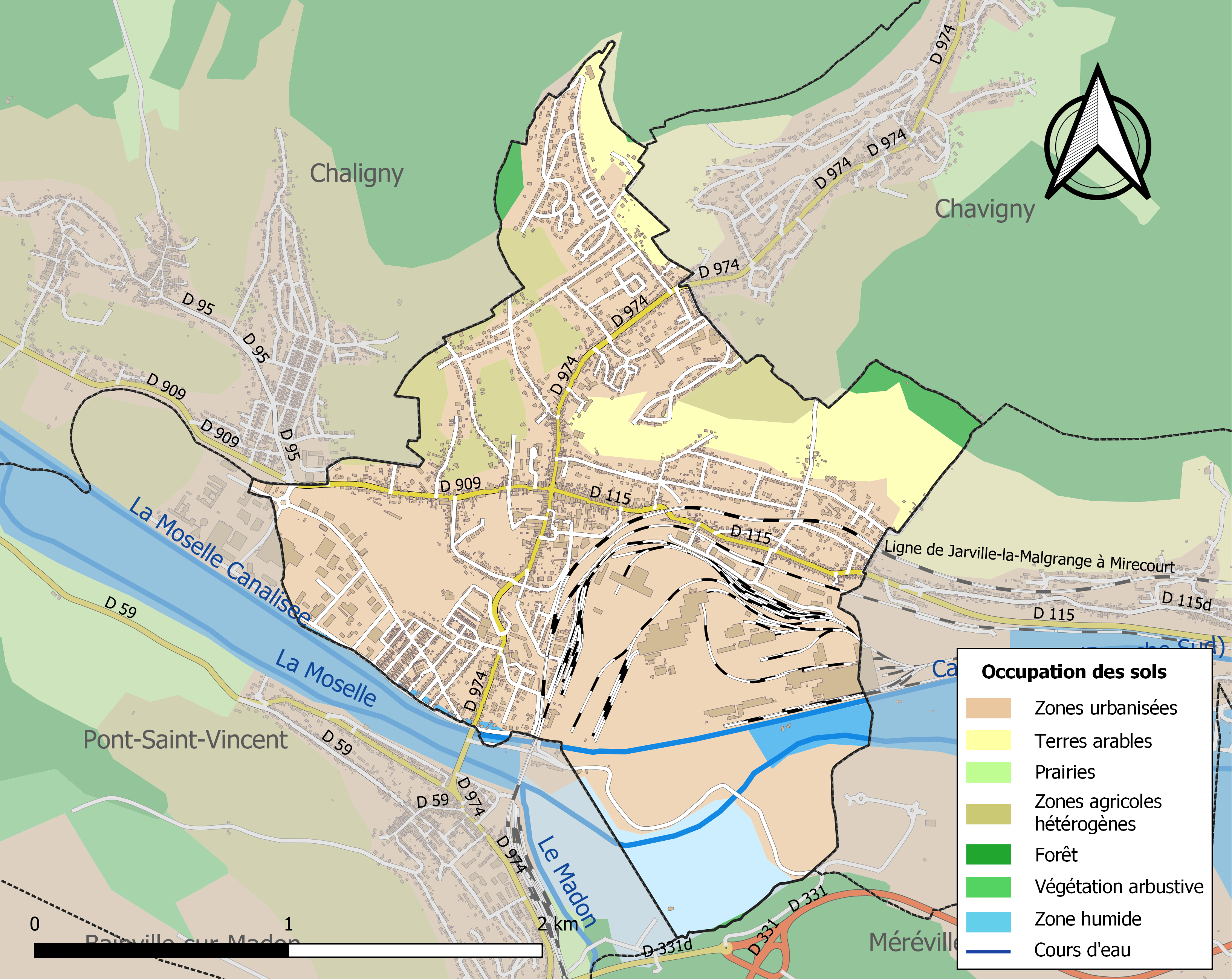
Carte des infrastructures et de l'occupation des sols de la commune en 2018 (CLC).

### Habitat et logement
En 2019, le nombre total de logements dans la commune était de 3 143, alors qu'il était de 3 175 en 2014 et de 3 026 en 2009.
Parmi ces logements, 90,5 % étaient des résidences principales, 0,6 % des résidences secondaires et 8,9 % des logements vacants. Ces logements étaient pour 65,7 % d'entre eux des maisons individuelles et pour 32,5 % des appartements.
Le tableau ci-dessous présente la typologie des logements à Neuves-Maisons en 2019 en comparaison avec celle de Meurthe-et-Moselle et de la France entière. Une caractéristique marquante du parc de logements est ainsi une proportion de résidences secondaires et logements occasionnels (0,6 %) inférieure à celle du département (2 %) mais supérieure à celle de la France entière (9,7 %). Concernant le statut d'occupation de ces logements, 65,1 % des habitants de la commune sont propriétaires de leur logement (63,6 % en 2014), contre 57,2 % pour la Meurthe-et-Moselle et 57,5 pour la France entière.
| Typologie                                               | Neuves-Maisons | Meurthe-et-Moselle | France entière |
| ------------------------------------------------------- | -------------- | ------------------ | -------------- |
| Résidences principales (en %)                           | 90,5           | 88,7               | 82,1           |
| Résidences secondaires et logements occasionnels (en %) | 0,6            | 2                  | 9,7            |
| Logements vacants (en %)                                | 8,9            | 9,3                | 8,2            |

### Voies de communication

#### Transports en commun
La  ville est desservie par : 

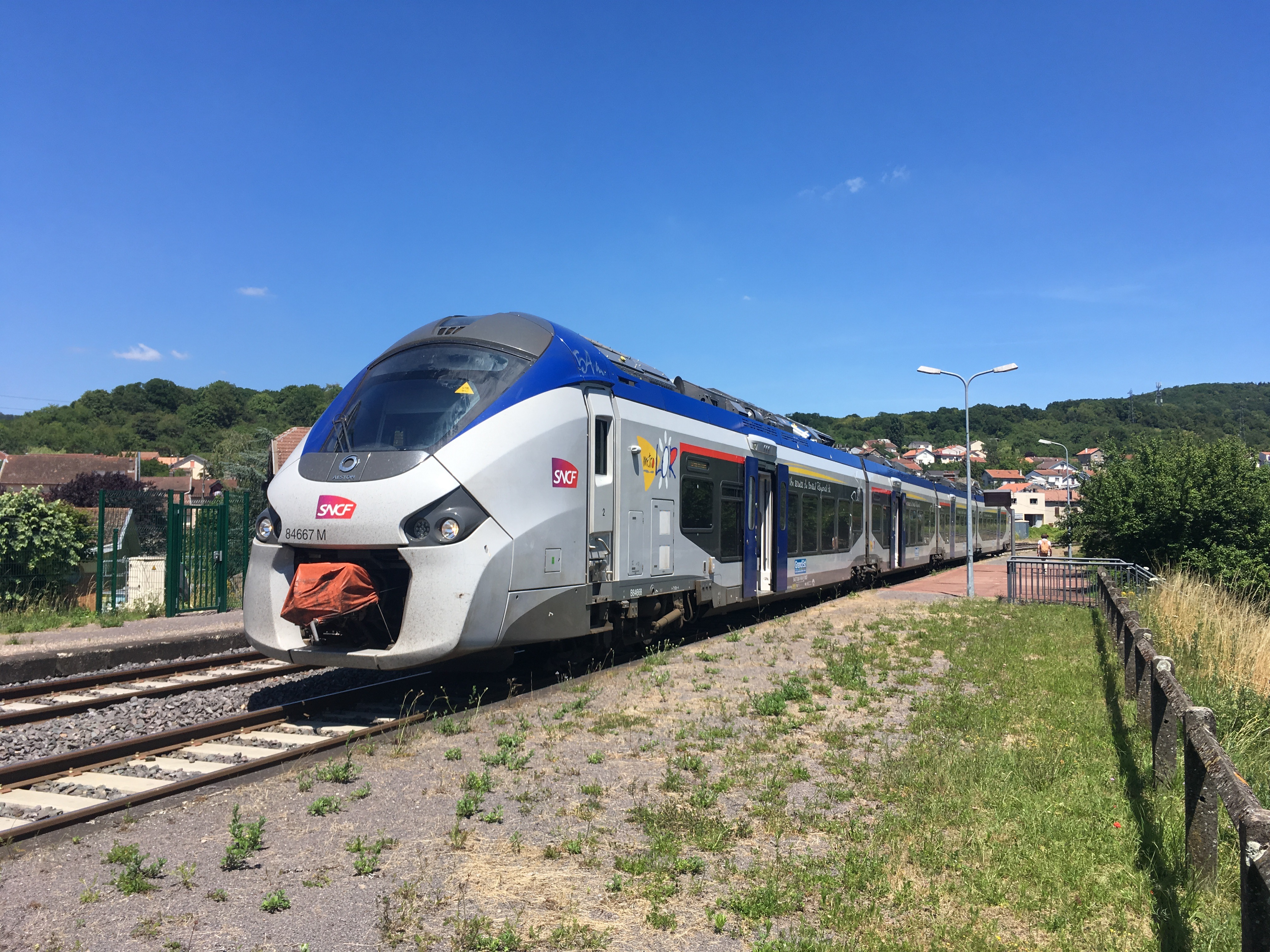
Train en gare.

- Le réseau T'MM centralisé sur Neuves-Maisons desservant son bassin de vie et les communes de la Communauté de communes Moselle et Madon. Son utilisation est gratuite. Les lignes A, B, C, D et E desservent Neuves-Maisons, chaque ligne proposant en moyenne 8 allers-retours quotidiens.
- Le réseau Sub' centralisé sur l'entrée du Grand Nancy et en correspondance avec la ligne tram pour rejoindre le centre de Nancy. Les lignes 10 & 100 desservent Neuves-Maisons avec 32 allers-retours quotidiens.
- Le réseau Fluo Grand Est du conseil général centralisé sur Nancy Centre. Les lignes R570, R580 et R590 desservent Neuves-Maisons.
- La ligne 6 du TER Grand Est (Contrexéville <> Pont-Saint-Vincent <> Nancy) - la partie Contrexéville <> Nancy s'effectue en car - dessert aussi la commune avec 17 allers-retours quotidiens.

## Toponymie
Le nom de la localité est attesté sous les formes : la Warde de Nueves Maison (1421) ,Les Nueves-Mauson (1424) ; Les Neufves-Maisons (1611), les Neuves-Maisons (1862). De l'adjectif oïl neuves et maisons ; singulier tardif.
Localement et familièrement, la ville est souvent appelée Ne-ne. Cela n'a rien de péjoratif dans l'esprit des habitants du secteur.

## Histoire
Le prieuré bénédictin de Saint-Vincent est fondé au XIe siècle,  à la suite de l'installation d'un ménage de Chaligny, sur le lieu-dit Villa Sancti Vincenti, entre les actuels mairie et bureau de poste. Il se construisit alors de « neuves maisons » autour de l'établissement religieux mais elles ne constituaient pas encore une communauté villageoise. Dans ses « excursions épigraphiques » publiées dans les mémoires de la Société d'archéologie lorraine en 1888, Monsieur Germain estime que Neuves-Maisons a été créé peu de temps avant 1213 mais le Pouillé du diocèse de Toul rédigé en 1402 ne le mentionne pas.  En 1711, le Pouillé de Toul de cette année ne qualifie Neuves-Maisons que de hameau assez considérable. À l'inverse et pour la période 1692-1721, les archives communales et hospitalières de la Meurthe relèvent des titres concernant les troupeaux communs, les pâtis, les fours et moulins banaux de Neuves-Maisons. 
En 1710, Neuves-Maisons compte 40 habitants, 650 en 1802, 699 en 1822. En 1842, Henri Lepage qualifie Neuves-Maisons de village considérable. 

Sous l'Ancien Régime, la commune fait partie du comté de Chaligny.
Cinq procès de sorcellerie au XVIIe[réf. souhaitée]. Peste à partir de 1630[réf. souhaitée] : 200 habitants seulement en 1716, mais 640 dès la fin du XVIIIe[réf. souhaitée].  
La ville connaît un formidable essor au XIXe siècle, grâce à la révolution industrielle et à l'exploitation de la Minette. De 130 habitants en 1616[réf. souhaitée], elle passe à 2 377 en 1901. En un peu moins d’un siècle, Neuves-Maisons multiplie[Quand ?] son nombre d’habitants par quatre.
Au terme du traité de Francfort (1871), la France, qui a perdu le bassin minier de Lorraine et une grande partie de son industrie sidérurgique, investit dans de nouveaux sites. Le choix de Neuves-Maisons s'explique par la ligne ferroviaire Nancy-Dijon, qui relie la ville au réseau des Chemins de fer de l'Est et au projet de branche Sud du canal de l'Est. Le minerai de fer promet d'être abondant sous le plateau voisin de Haye. Un premier haut-fourneau est inauguré en 1874, suivi d’un second en 1882. La Société des Forges de Champigneulles et Liverdun fusionne avec la Société des Forges de Moselle pour former la Société Métallurgique de Champigneulles et Neuves-Maisons. En 1900, l'usine de fonte s'équipe d'un premier convertisseur Thomas de 18,5 t, qui lui ouvre le marché de l'acier. Trois autres convertisseurs suivront, avec un premier deux trains de laminoir : l'un comprenant un blooming, pour la production de billettes, de rails ou de poutrelles ; l'autre pour la production de cornières et de poutrelles. En 1964, un convertisseur Martin est installé.
Si la mine du Val de Fer n'est plus exploitée depuis 1968, l'usine sidérurgique qui a marqué profondément l'histoire de la ville fonctionne encore.
La ville est desservie par une ligne du réseau suburbain des tramways de Nancy de 1910 à 1949, exploité à l'origine par la Compagnie des tramways suburbains puis par les tramways urbains de Nancy.

Neuves-Maisons au tout-début du XXe siècle
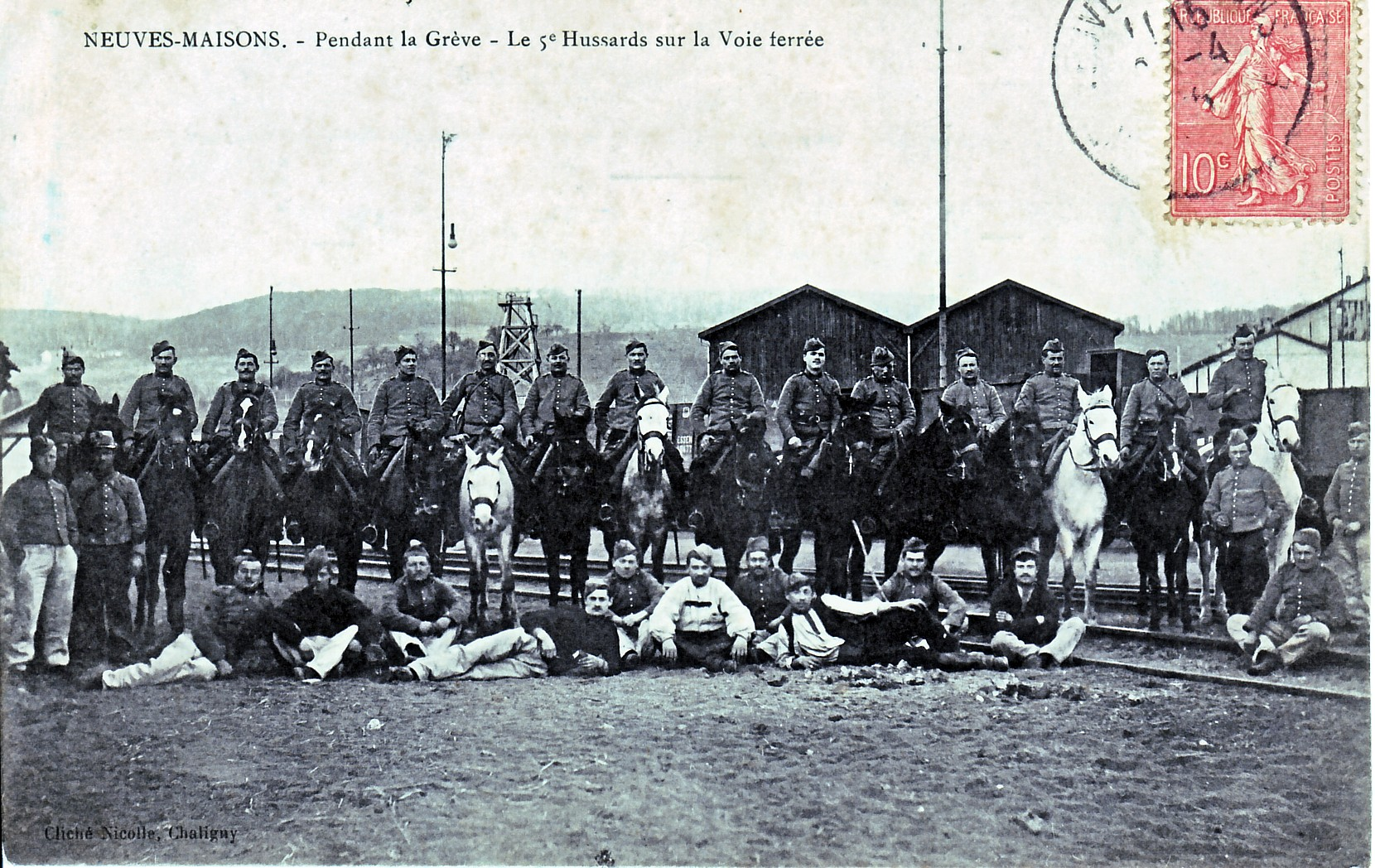
L'armée pendant la grève de Neuves-Maisons.
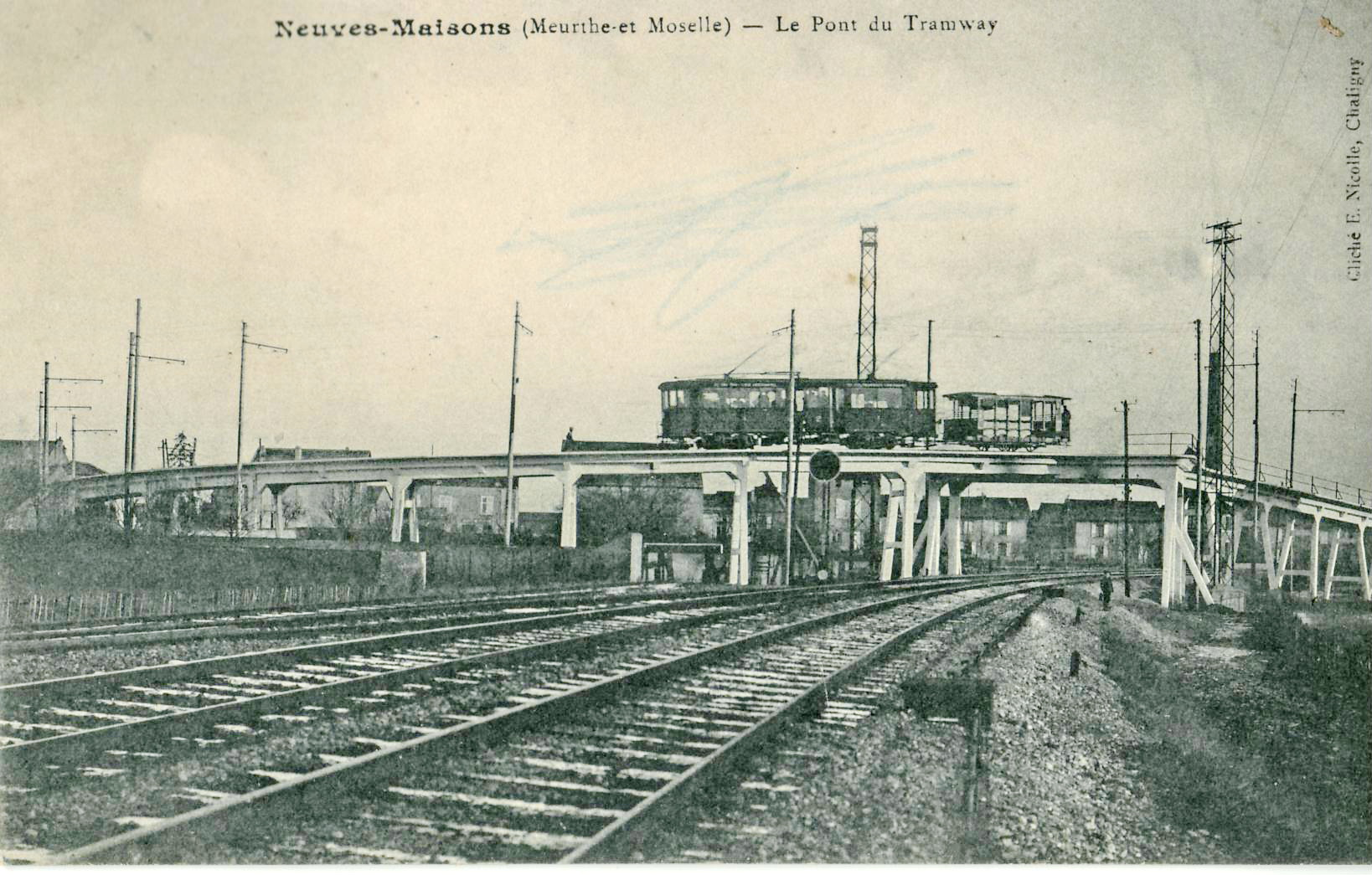
Le tramway sur le pont lui permettant de franchir les voies ferrées.
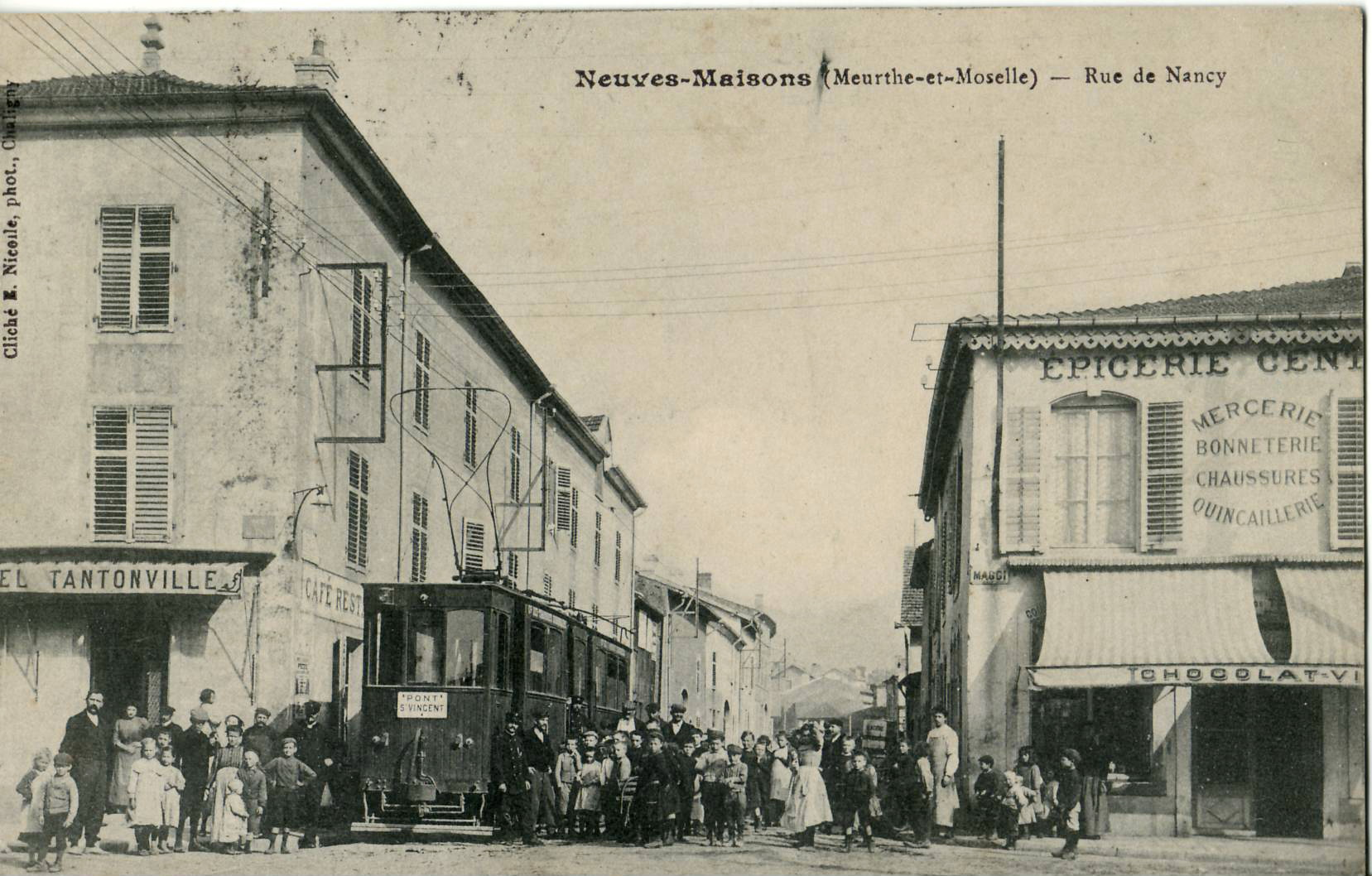
La rue de Nancy, avant la Première Guerre mondiale.
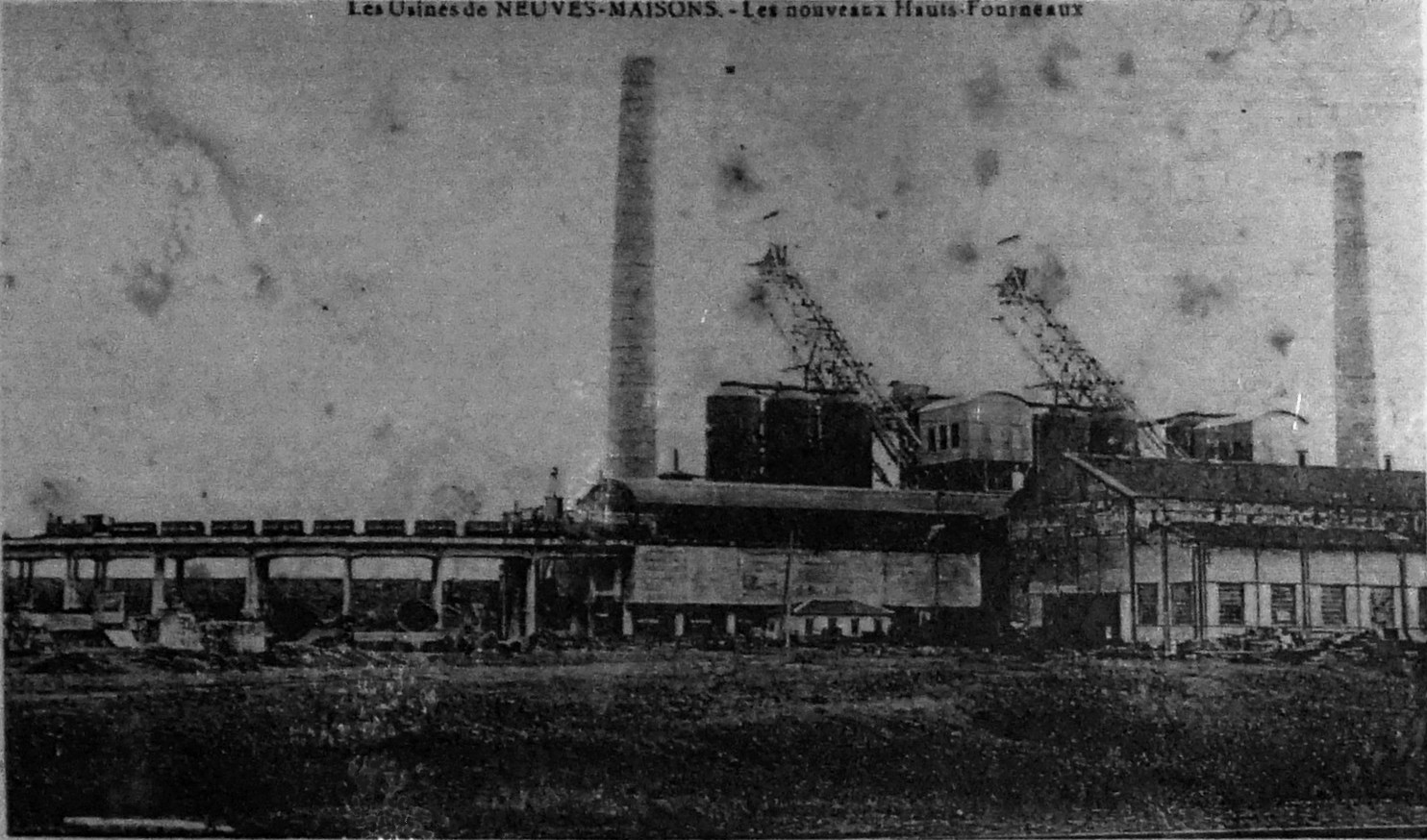
Les nouveaux hauts-fourneaux.
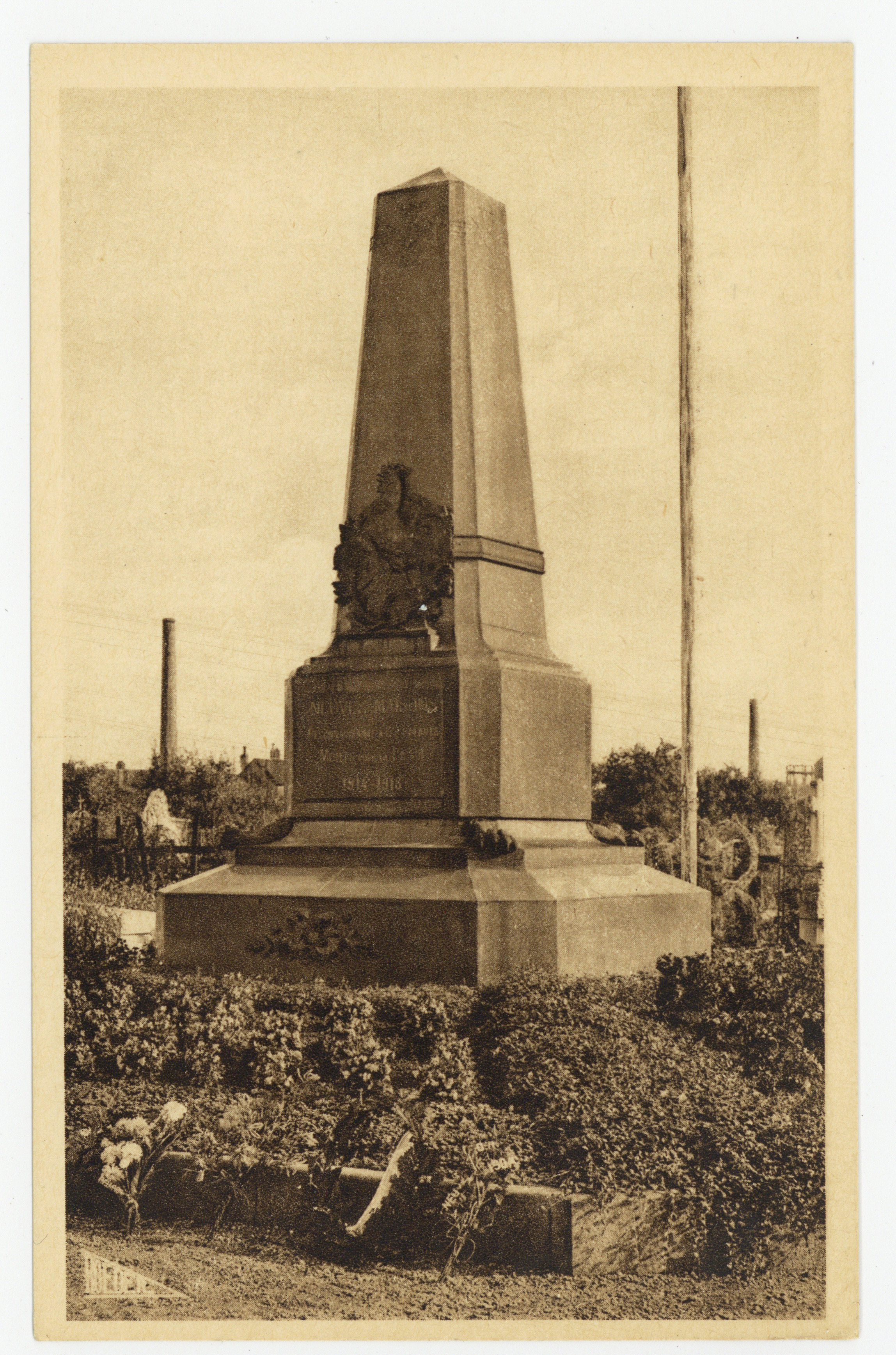
Monument aux morts.

Neuves-Maisons a été décoré de la Croix de guerre 1914-1918 le 29 janvier 1921.

## Politique et administration

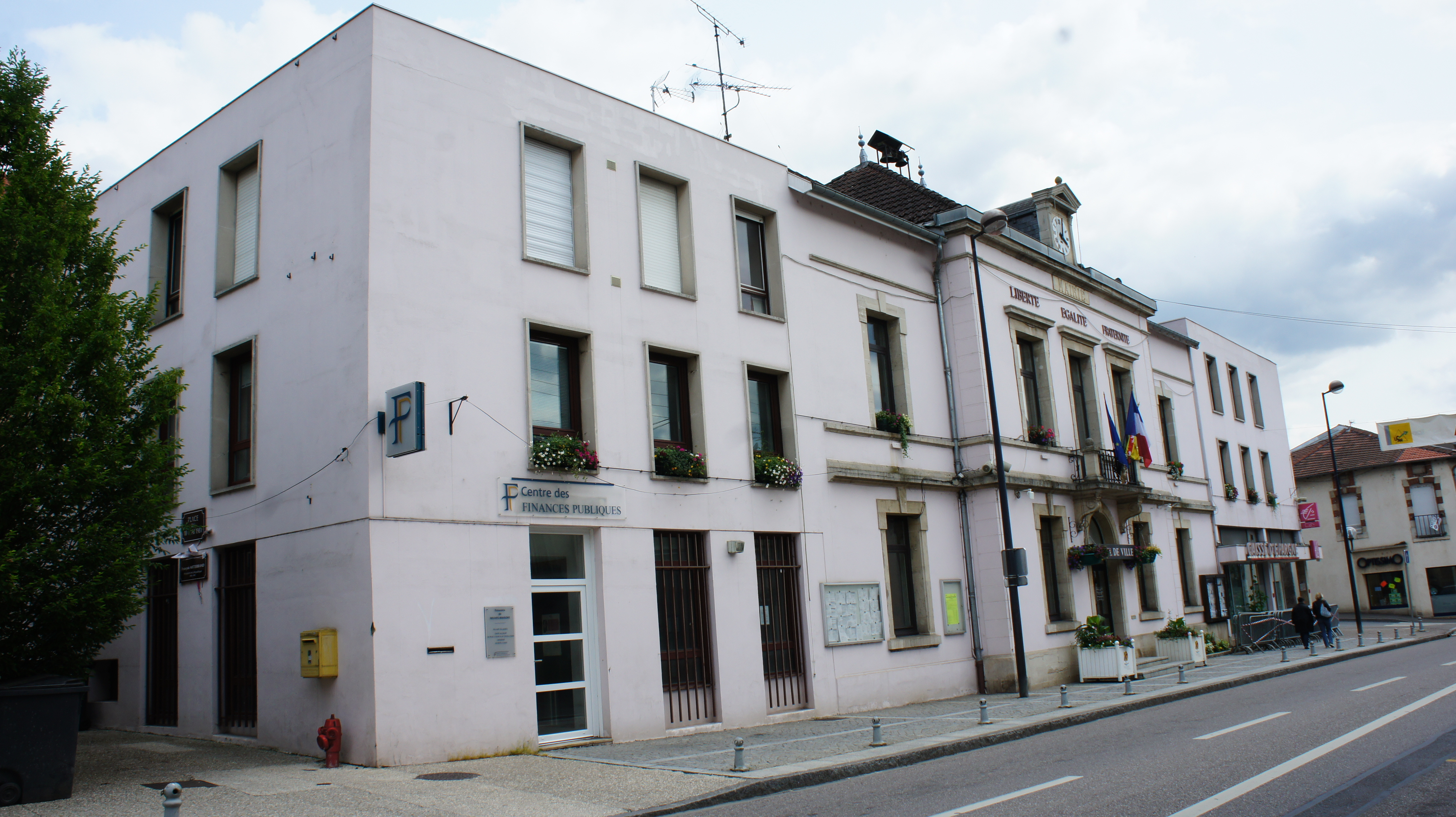
La mairie et le centre des finances publiques.

### Rattachements administratifs et électoraux

#### Rattachements administratifs
La commune se trouve dans l'arrondissement de Nancy du département de Meurthe-et-Moselle.
Elle faisait partie de 1801 à 1973  du canton de Nancy-Ouest, année où elle devient le chef-lieu du nouveau canton de Neuves-Maisons. Dans le cadre du redécoupage cantonal de 2014 en France, cette circonscription administrative territoriale a disparu, et le canton n'est plus qu'une circonscription électorale.

#### Rattachements électoraux
Pour les élections départementales, la commune est depuis 2014 le bureau centralisateur d'un   canton de Neuves-Maisons restruturé.
Pour l'élection des députés, elle fait partie de la cinquième circonscription de Meurthe-et-Moselle.

### Intercommunalité
Neuves-Maisons est le siège de la communauté de communes Moselle et Madon, un établissement public de coopération intercommunale (EPCI) à fiscalité propre créé en 2001 et auquel la commune a transféré un certain nombre de ses compétences, dans les conditions déterminées par le code général des collectivités territoriales.

### Tendances politiques et résultats
Au premier tour des élections municipales de 2014 en Meurthe-et-Moselle, la liste PS-PCF-EELV menée par le maire sortant Jean-Paul Vinchelin obtient la majorité absolue des suffrages exprimés, avec 1 660 voix (56,57 %, 23 conseillers municipaux élus dont 9 communautaires), devançant largement la  liste DVD menée par Guy Bernard (1 274 voix, 43,42 %, 6 conseillers municipaux élus dont 2 communautaires).
Lors de ce scrutin, 39,69 % des électeurs se sont abstenus.
Lors du premier tour des élections municipales de 2020 en Meurthe-et-Moselle, la liste PS menée par Pascal Schneider — soutenue par le maire sortant qui ne se représentait pas —  obtient la majorité absolue des suffrages exprimés, avec 1 143 voix (61,78 %, 24 conseillers municipaux dont 8 communautaires), devançant très largement celle DVD menée par Guy Bernard (707 voix, 38,21 %, 5 conseillers municipaux élus dont 1 communautaire).
Lors de ce scrutin marqué par la pandémie de Covid-19 en France, 60,50 % des électeurs se sont abstenus,.

### Liste des maires
| Période                                  | Période                       | Identité                            | Étiquette   | Qualité |
| ---------------------------------------- | ----------------------------- | ----------------------------------- | ----------- | --- |
| Les données manquantes sont à compléter. |                               |                                     |             | |
| 1789                                     |                               | Joseph Bailly                       |             | |
| 1815                                     |                               | Charles Bafson                      |             | |
| juin 1815                                |                               | Mansuy Bavel                        |             | |
| 1818                                     |                               | Jean François Grandidier            |             | |
| 1828                                     |                               | François Ancelot                    |             | |
| 1830                                     |                               | Sébastien Mathieu                   |             | |
| 1837                                     |                               | Jean Pierre Riston                  |             | |
| 1843                                     |                               | Charles Antoine Victorien Petitjean |             | |
| 1880                                     |                               | Charles Albert Jacquemard           |             | |
| 1908                                     | 1911                          | Jean Georges Camille Harmand        |             | A fait construire la mairie de Neuves-Maison pendant son mandat                                                                                               |
| 1911                                     | 1919                          | Jules Ernest Auguste Poirson        |             | |
| 1919                                     | 1930                          | Marius Husson                       |             | |
| 1930                                     | 1935                          | Lucien François                     |             | |
| 1935                                     | 1941                          | René Poirson                        |             | |
| 1941                                     | 1944                          | René Husson                         |             | |
| 1945                                     | 1971                          | André Plumet                        | SFIO        | Machiniste |
| mars 1971                                | mars 1983                     | André Clerbout                      |             | |
| mars 1983                                | mars 2001                     | Gilbert Daubenfeld                  | PS puis MDC | |
| mars 2001                                | mai 2020                      | Jean-Paul Vinchelin                 | PS          | Ouvrier d'acierie retraité, syndicaliste Conseiller général de Neuves-Maisons (1982 → 2015) Vice-président du conseil général de Meurthe-et-Moselle [Quand ?] |
| mai 2020                                 | En cours (au 2 décembre 2021) | Pascal Schneider                    | PS          | Ancien cadre Conseiller départemental de Neuves-Maisons (2015 → ) Vice-président du conseil départemental de Meurthe-et-Moselle (2021 → )                     |

### Instances de démocratie participative
Le conseil des jeunes réunit vingt jeunes, dix de l'école François-Villon et dix de l'école Émile-Zola.
Le conseil est réuni tous les trois mois et a pour objectif d'améliorer la vie générale de la ville, en donnant leurs idées et en interagissent avec le maire et les différents élus. Cela a pour but d'apprendre à ces jeunes comment argumenter, tenir compte des opinions d’autrui ou encore respecter les règles et les contraintes du fonctionnement du service public et de l’État.

### Jumelages
La ville de Neuves-Maisons est jumelée avec :
- Sansepolcro (Italie) depuis 2002 ;
- Póvoa de Lanhoso (Portugal).

## Équipements et services publics

### Activité pour les jeunes
La ville propose depuis plusieurs années l'Espace jeunes qui est une association visant à proposer des activités aux jeunes de 11 à 17 ans.

### Santé
En 2020, Neuves-Maisons dispose d'une maison médicale avec plusieurs médecins généralistes sur place et pouvant se déplacer. Il y a également des dentistes ainsi qu'une clinique, la Clinique Saint-Éloi - SSR, qui est une association privée à but non lucratif pour les patients nécessitant une hospitalisation.

### Équipements sportifs
- Gymnase Annie-Villa

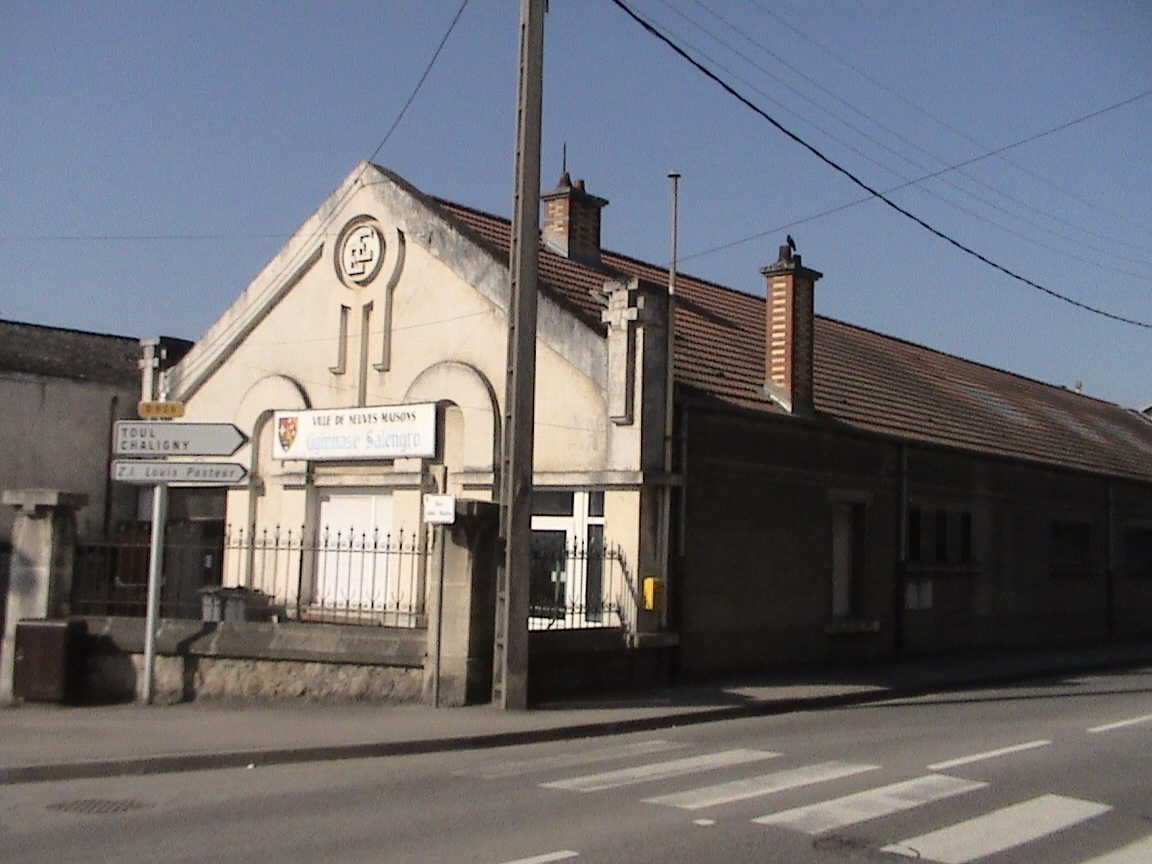
Gymnase Salengro (ancienne chemiserie Ernest Ewald).

- Maison de la vie associative (salle de tennis de table et de danse)
- Piscine Aqua'MM
- Salle André-Plumet
- Stade André-Courrier (athlétisme et football)

## Population et société

### Démographie
L'évolution du nombre d'habitants est connue à travers les recensements de la population effectués dans la commune depuis 1793. Pour les communes de moins de 10 000 habitants, une enquête de recensement portant sur toute la population est réalisée tous les cinq ans, les populations de référence des années intermédiaires étant quant à elles estimées par interpolation ou extrapolation. Pour la commune, le premier recensement exhaustif entrant dans le cadre du nouveau dispositif a été réalisé en 2007.

En 2022, la commune comptait 6 572 habitants, en évolution de −3,64 % par rapport à 2016 (Meurthe-et-Moselle : −0,13 %, France hors Mayotte : +2,11 %).
| 1793 | 1800 | 1806 | 1821 | 1831 | 1836 | 1841 | 1846 | 1851 |
| ---- | ---- | ---- | ---- | ---- | ---- | ---- | ---- | ---- |
| 516  | 591  | 680  | 699  | 800  | 821  | 819  | 811  | 858  |

| 1856 | 1861 | 1872 | 1876 | 1881  | 1886  | 1891  | 1896  | 1901  |
| ---- | ---- | ---- | ---- | ----- | ----- | ----- | ----- | ----- |
| 801  | 813  | 775  | 885  | 1 017 | 1 022 | 1 237 | 1 456 | 2 396 |

| 1906  | 1911  | 1921  | 1926  | 1931  | 1936  | 1946  | 1954  | 1962  |
| ----- | ----- | ----- | ----- | ----- | ----- | ----- | ----- | ----- |
| 4 252 | 3 680 | 4 158 | 4 611 | 5 362 | 5 018 | 5 247 | 5 612 | 6 527 |

| 1968  | 1975  | 1982  | 1990  | 1999  | 2006  | 2007  | 2012  | 2017  |
| ----- | ----- | ----- | ----- | ----- | ----- | ----- | ----- | ----- |
| 6 660 | 6 805 | 6 952 | 6 432 | 6 849 | 6 941 | 6 951 | 7 067 | 6 729 |

| 2022  | - | - | - | - | - | - | - | - |
| ----- | - | - | - | - | - | - | - | - |
| 6 572 | - | - | - | - | - | - | - | - |

### Sports et loisirs
La ville compte plus de vingt-trois clubs sportifs, représentant plusieurs disciplines sportives, telles que l'athlétisme, l'aviron, la boxe, le cyclisme et le football.

## Économie
L'usine siderurgique de Neuves-Maisons représente une part importante de l'activité économique de la ville. La mine de fer a en particulier fourni le métal utilisé pour la construction de la Tour Eiffel (fondu dans les forges de Pompey) ; la mine du Val de Fer, à présent désaffectée, a été reconvertie en site touristique.

## Culture locale et patrimoine

### Lieux et monuments
- Bâtiment des accumulateurs à minerai du Val de Fer, construit par l'entreprise Züblin de 1930 à 1932. Inscrit aux monuments historiques depuis 1992[48], il est actuellement en réhabilitation (localisation : 48° 37′ 52″ N, 6° 06′ 26″ E).
- Canal de l'Est : port des usines
- Cinéma Gérard
- Mine du Val de Fer : ancienne mine de fer exploitée jusqu'en 1968, avec encore de nombreux vestiges, parmi lesquels une ancienne galerie de mine réaménagée. Elle se situe sur les hauteurs de la ville dans le quartier dit du « Val de fer »

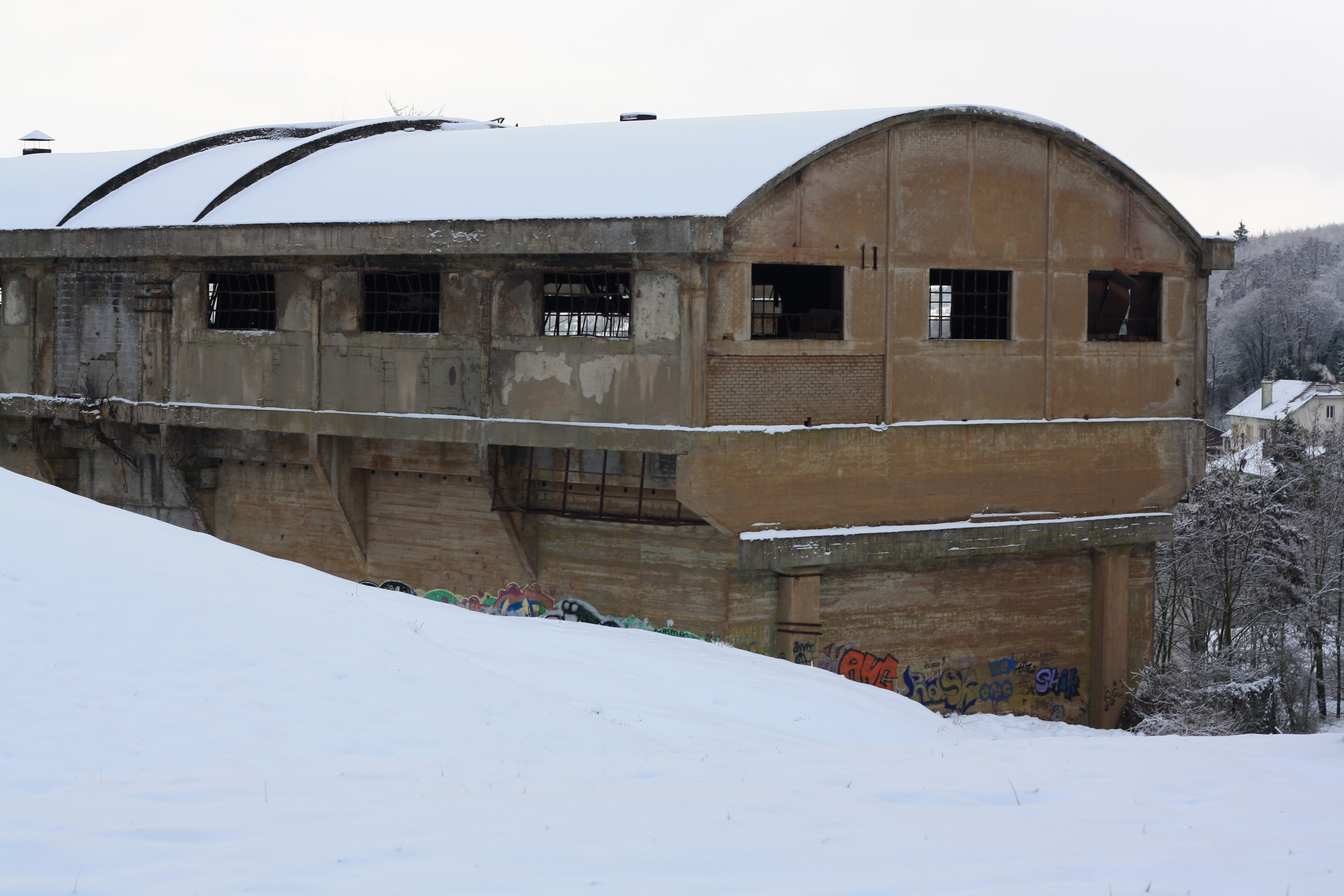
Accumulateur à minerai de fer Züblin.
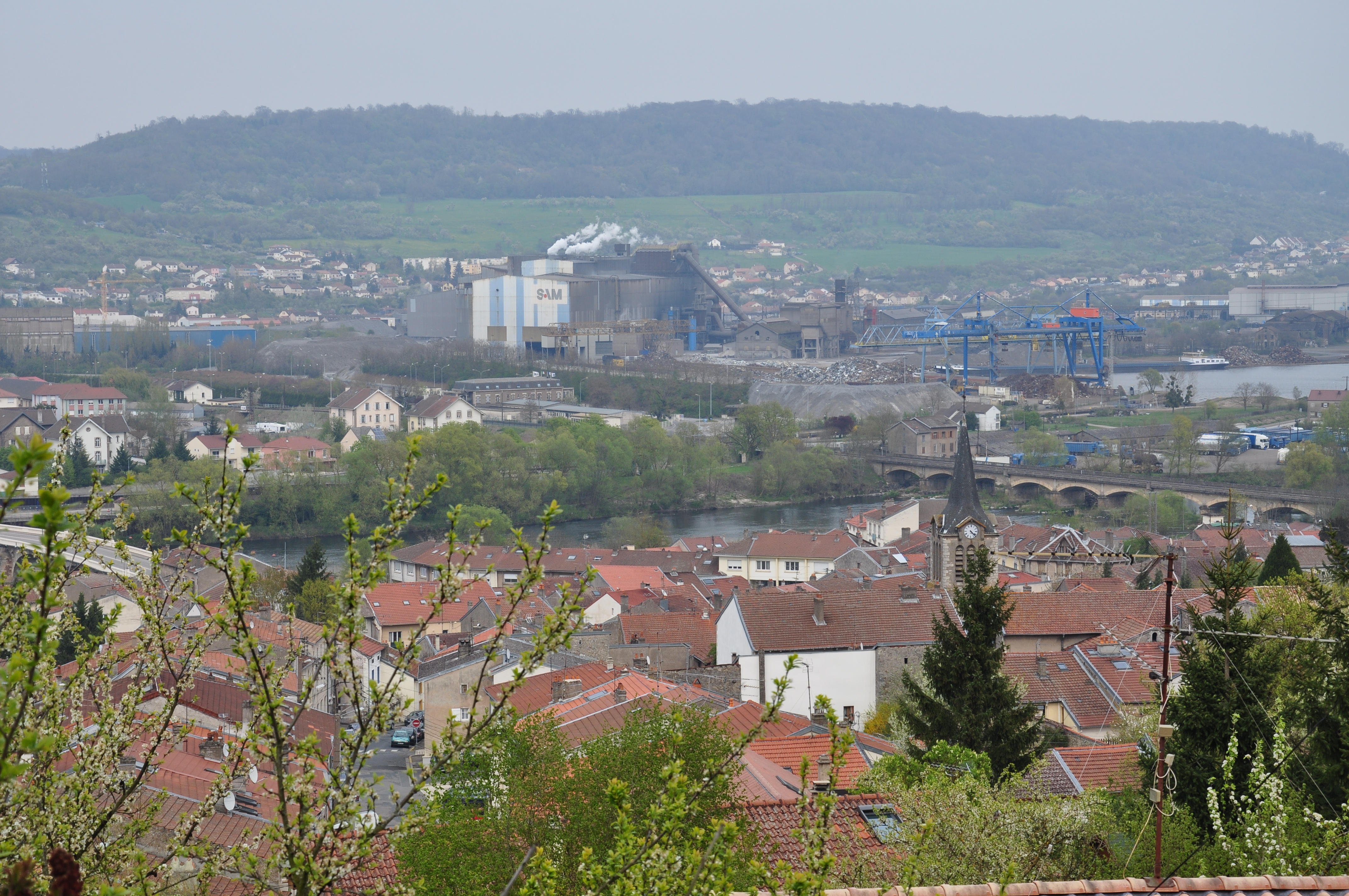
L'usine de Neuves-Maisons vue depuis Pont-Saint-Vincent.
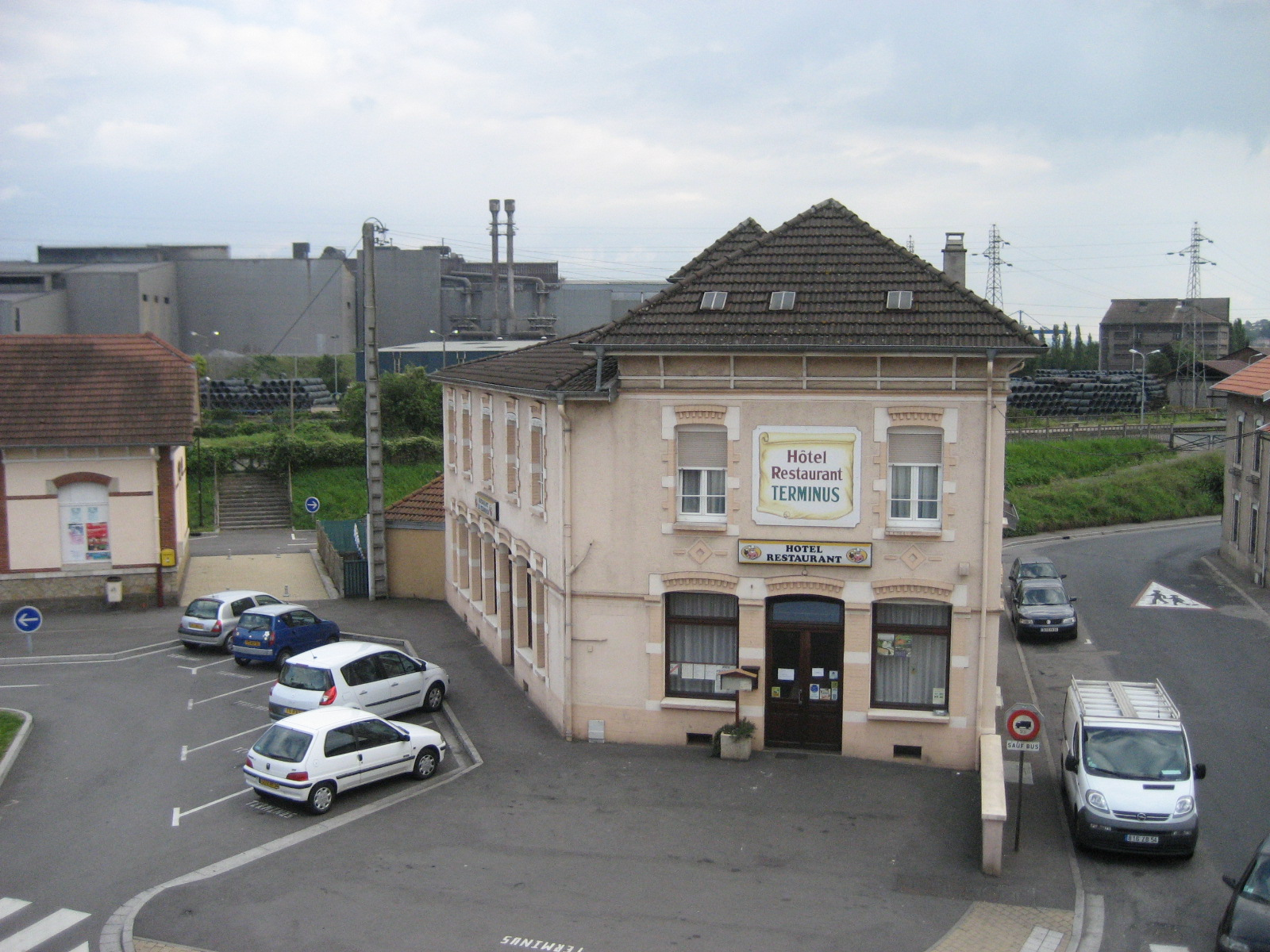
Rue Nicolas-Geny

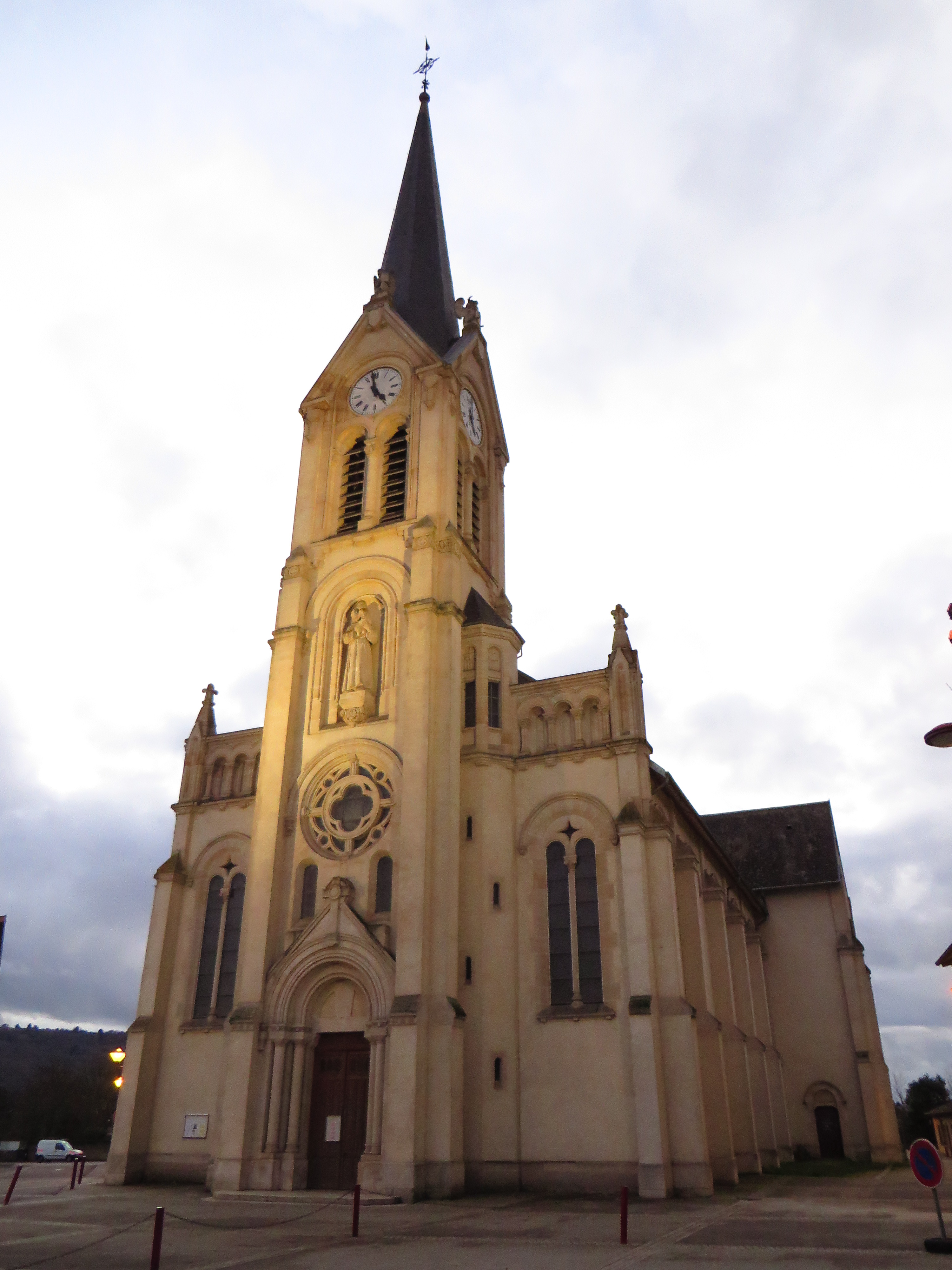
Église Saint-Antoine de Padoue.

- Église Saint-Antoine de Padoue, néo-gothique 1905 ; vitraux 1955.
- Vestiges de l'ancien prieuré des bénédictins de Saint-Vincent fondé au XIe siècle.

### Équipements culturels
- Mine-musée du Val-de-Fer dans une clairière de 5 ha : atelier de la mémoire ouvrière (section du FJEP, Foyer des Jeunes et d'Éducation Populaire), galerie-musée de trois cents mètres dans une ancienne poudrière, accumulateur à minerai Zublin.

La mine-musée du Val-de-Fer
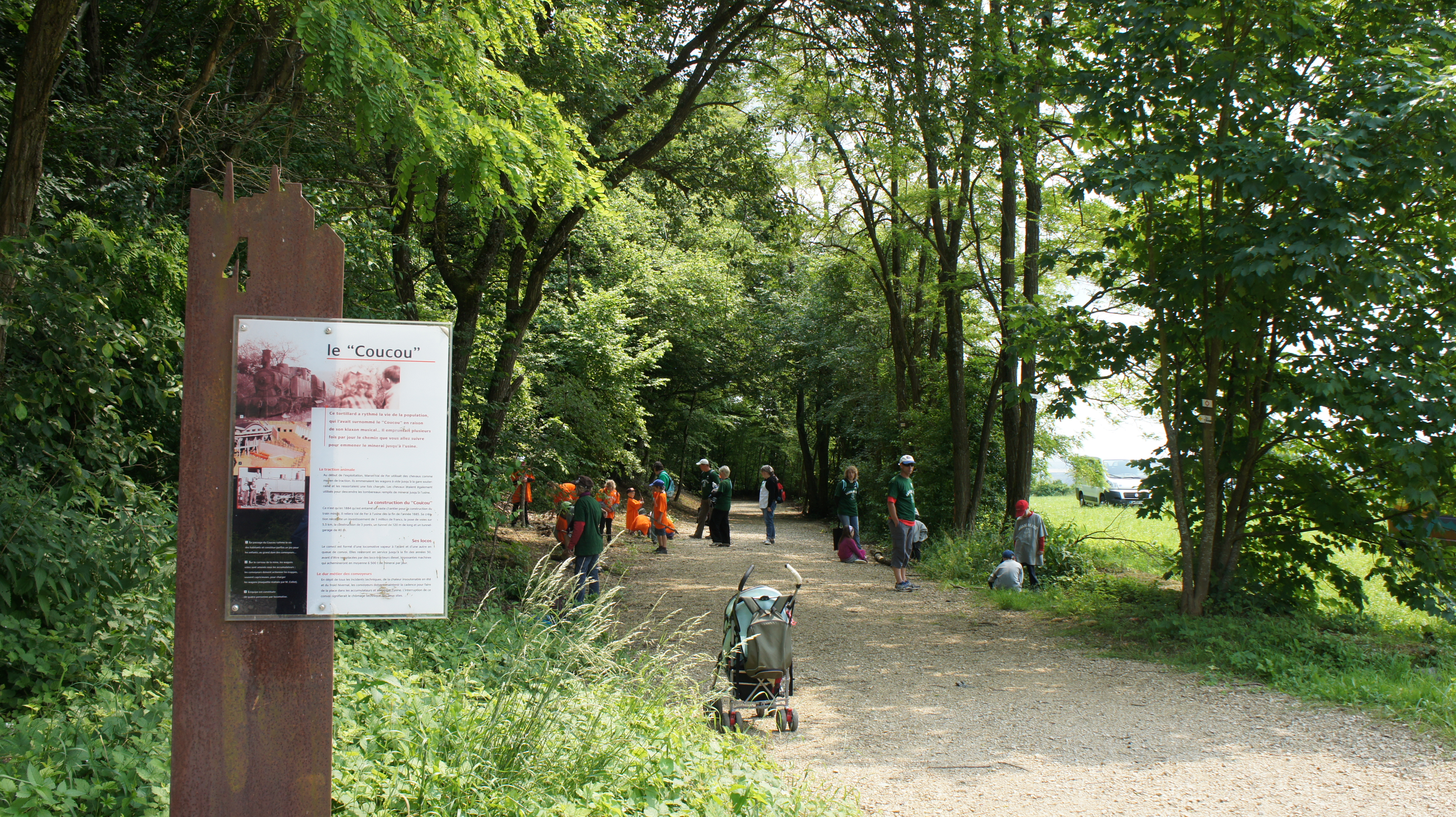
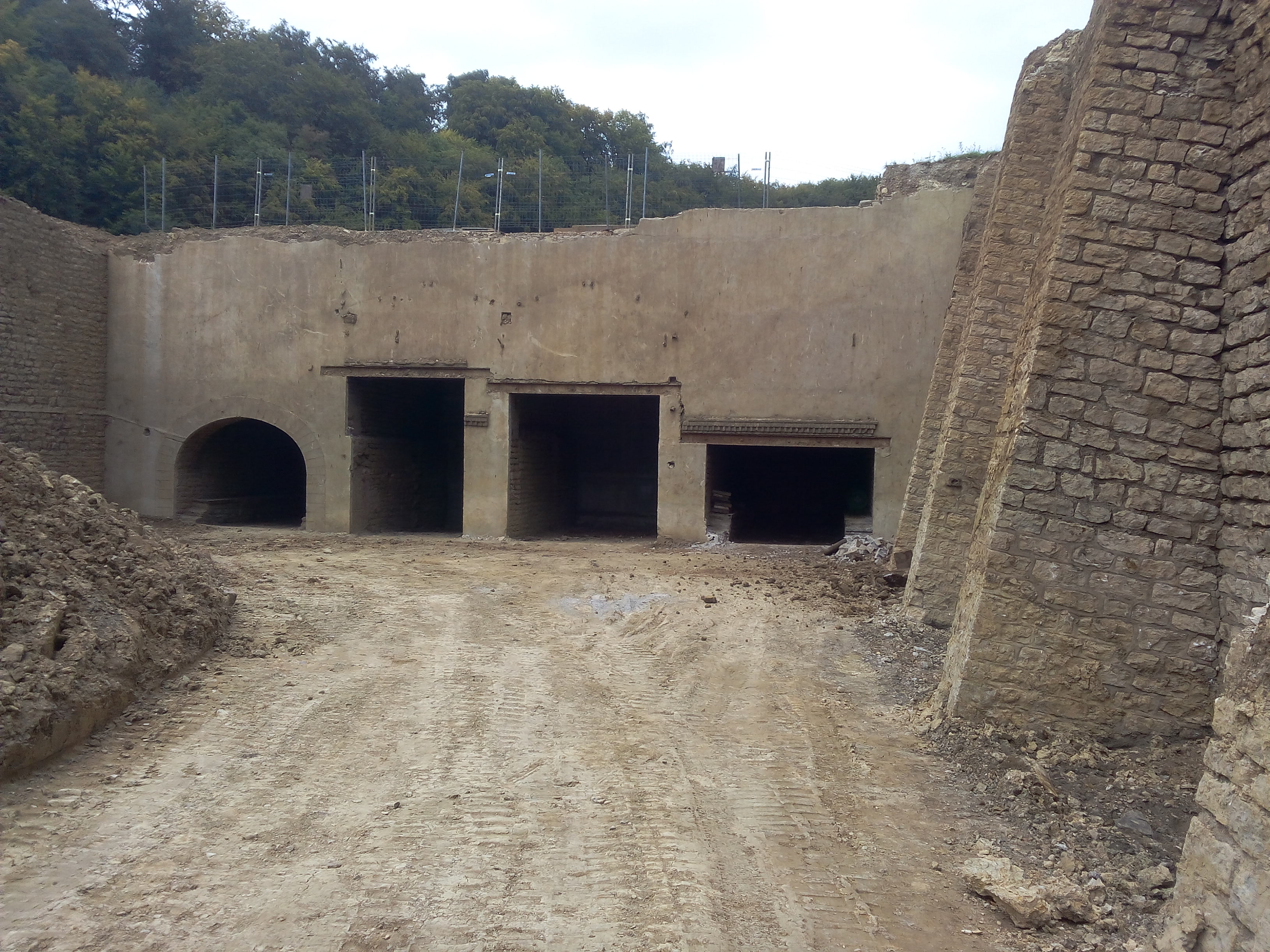
Accumulateur de minerais.
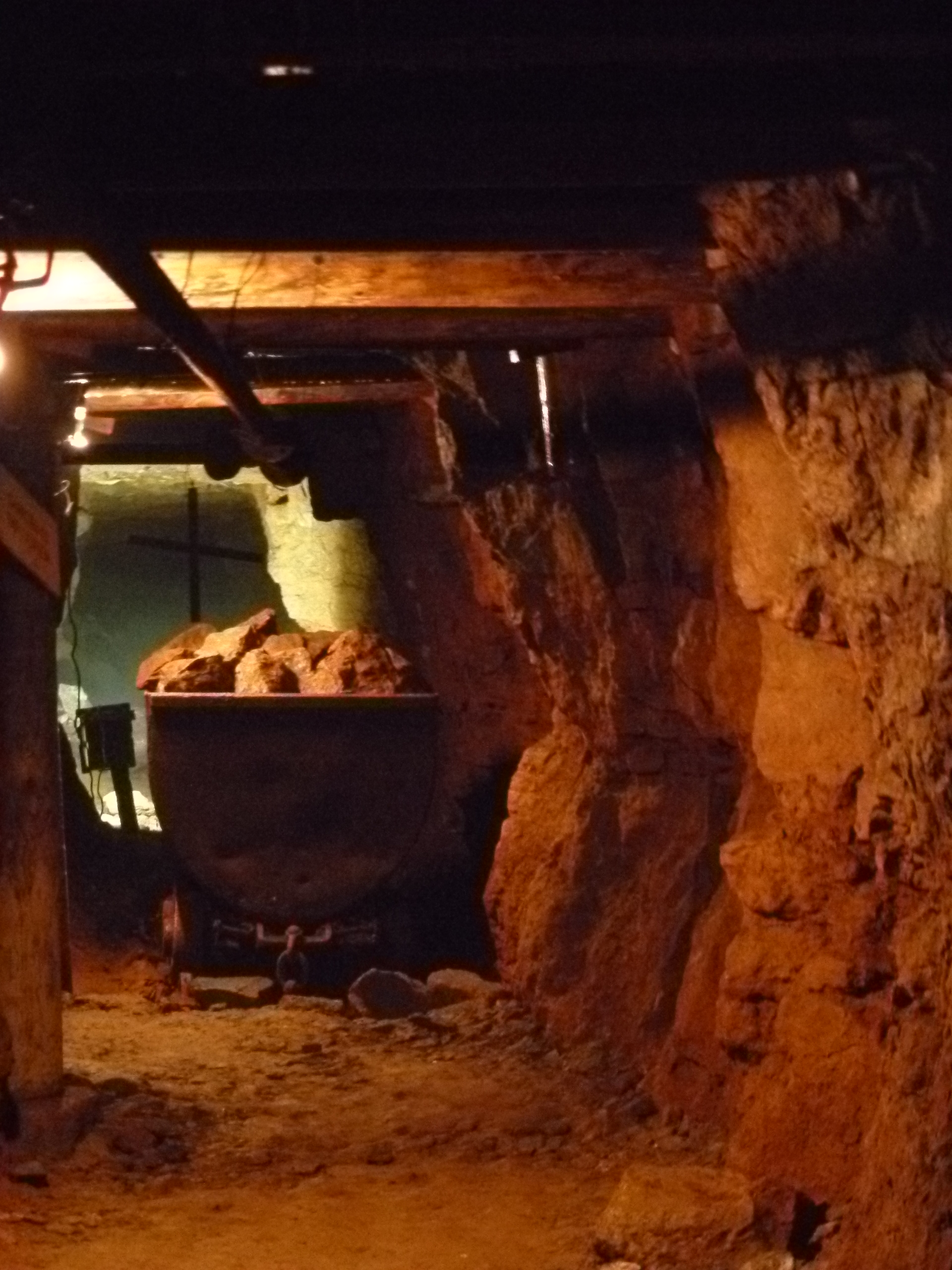
Wagonnet dans une galerie.
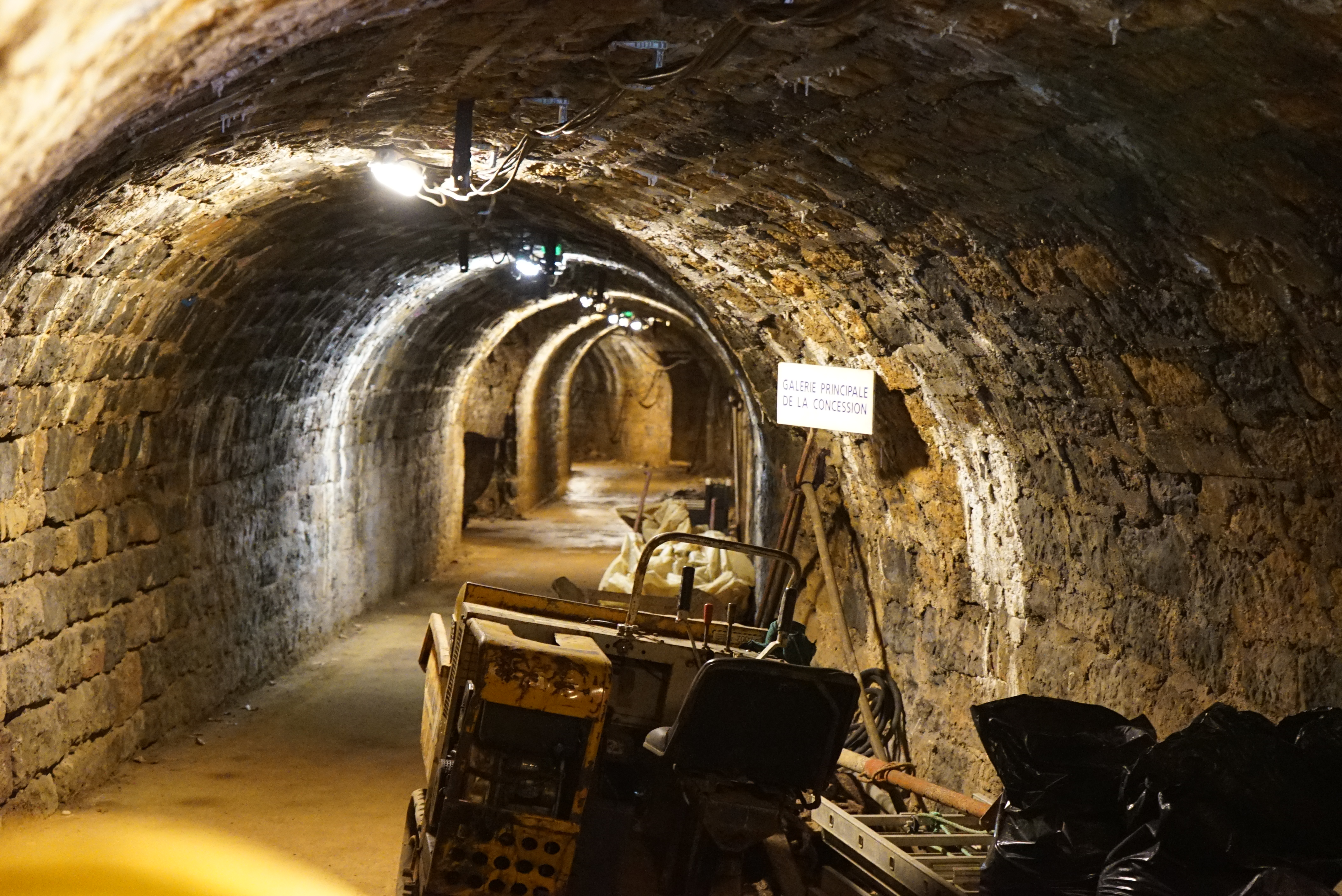
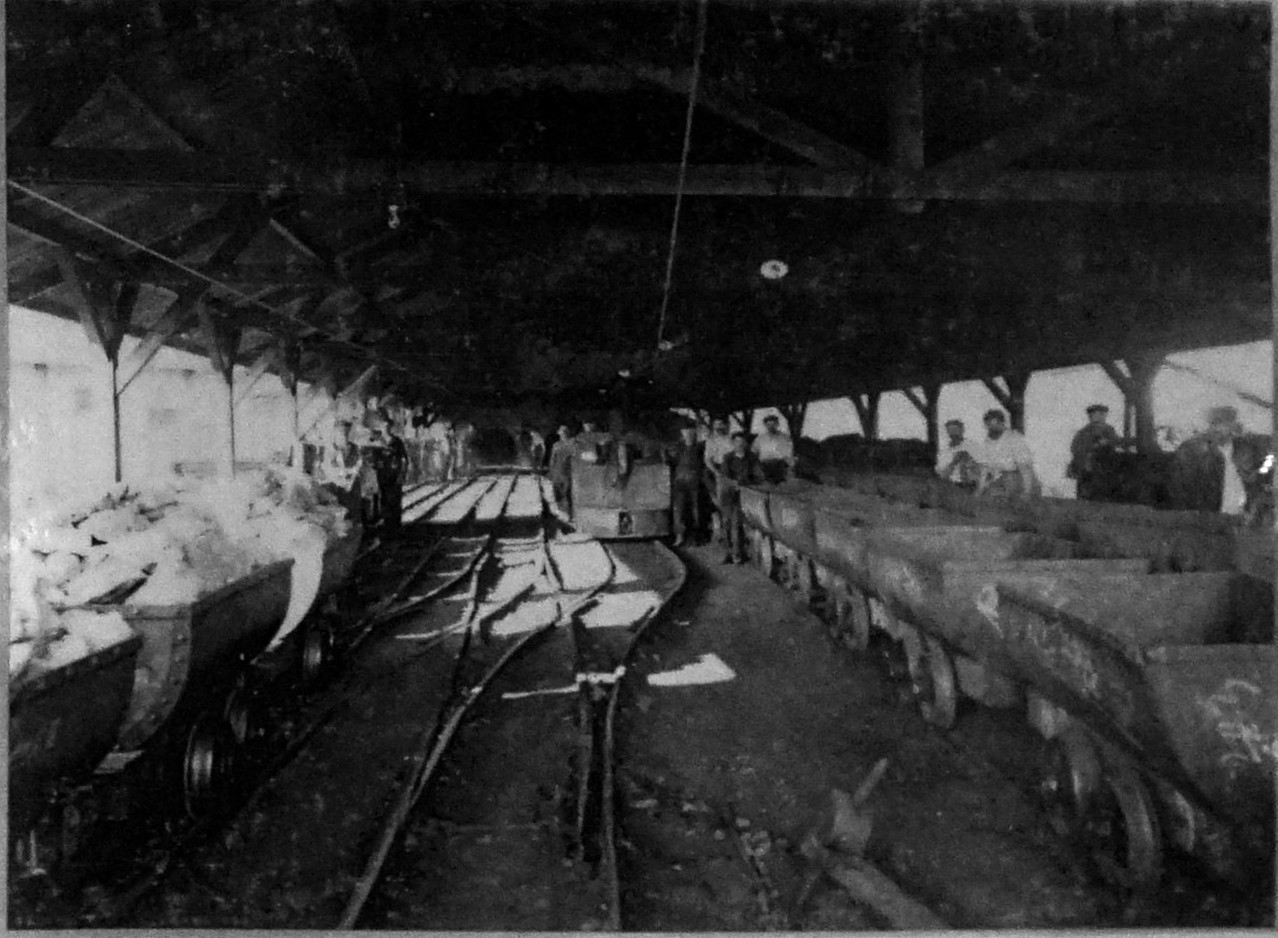
Manutention  des wagons.

- Centre culturel Jean-L'Hôte ; salle de spectacle.

### Personnalités liées à la commune
- Émilie Busquant (1901-1953), militante de l'Étoile nord-africaine et compagne de Messali Hadj, née à Neuves-Maisons en 1901, décédée à Alger en 1953 et reposant à Neuves-Maisons.
- Vincent Glad, journaliste français né le 5 avril 1985 à Épinal. Il a vécu 8 ans à Neuves-Maisons. Il est chroniqueur au Grand Journal de janvier 2012 à juin 2013.
- Gérard Grégoire (1949-1980), footballeur professionnel né dans la commune.
- Josselin Henry né en 1982 à Neuves-Maisons, 14 fois champion de France au  tir à la carabine.

### Héraldique
| Blason de Neuves-Maisons | Blason  | Parti : au premier de gueules à la fleur de lys d'argent de laquelle naissent deux palmes de sinople, au second d'or à la bande de gueules chargée de trois alérions d'argent ; sur le tout mouvant de la pointe de sinople à l'enclume d'argent posée sur une champagne cousue d'azur et surmontée d'un marteau aussi d'argent posé en fasce.                                                    |
| Blason de Neuves-Maisons | Détails | La fleur de lys, d'où naissent deux palmes de sinople est la marque de l'abbaye de Saint Vincent de Metz qui possédait le prieuré sainte Lucie à Neuves Maisons. Les armes de Lorraine indiquent que Neuves Maisons était terre ducale. L'écusson en pointe symbolise les forges, le sinople la forêt de Haye toute proche et l'azur la Moselle. Le statut officiel du blason reste à déterminer. |

#### Blasons populaires
La ville est surnommée Ne-ne. Cela n'a rien de péjoratif. C'est une abréviation populaire.
Les habitants étaient surnommés les mésanges. Il s'agit d'une allusion à l'oiseau dont le dessus de la tête noire servait de moquerie à l'égard des calotins. La présence ancienne à Neuves-Maisons d'un prieuré de bénédictins n'est sans doute pas étrangère à ce surnom.